# Волошинська волость
Волошинська волость — історична адміністративно-територіальна одиниця Донецького округу Області Війська Донського з центром у слободі Волошина.
Станом на 1873 рік складалася зі слободи та селища. Населення — 1736 осіб (878 чоловічої статі та 858 — жіночої), 281 дворове господарство і 31 окремий будинок.
Найбільші поселення волості:
- Волошина — слобода над річкою Повна за 70 верст від окружної станиці та 35 верст від Тарасовської поштової станції, 1451 особа, 237 дворових господарств та 25 окремих будинків, у господарствах налічувалось 81 плуг, 237 коней, 326 пар волів, 2290 овець;
- Афанасьєв — селище над річкою Повна за 70 верст від окружної станиці та 35 верст від Тарасовської поштової станції, 285 осіб, 44 дворових господарств та 6 окремих будинків, у господарствах налічувалось 14 плугів, 65 коней, 57 пар волів, 482 вівці.

Старшинами волості були:
- 1904 року — селянин Семен Романович Маринченко[2];
- 1907 року — селянин Петро Іванович Самохвалов[3].
- 1912 року — П. Ф. Стебловський[4].